# 南河 (清水河)
南河，位于中国广西壮族自治区中南部南宁市宾阳县境内，是清水河右岸支流，发源于宾阳县黎塘镇欧阳村果问屯后山，西流至王灵镇黄兴村（原双桥乡）折向西北，至邹圩镇同礼村注入清水河。上游也称新埠江，中游称中七江、龙龚江。干流长74千米，平均比降0.9‰，流域面积900平方千米。